# 王子製紙
王子製紙株式会社（おうじせいし、英名：OJI PAPER CO., LTD.）は、王子ホールディングスの主要子会社の一つであり、王子グループの新聞用紙および印刷・情報用紙部門を担当する。
「王子製紙」の名を冠する法人としては4代目である（後述）。

## 概要
2012年（平成24年）5月、王子製紙分割準備株式会社として設立。同年10月1日付で持株会社制に移行した際、王子製紙（3代）の「新聞用紙事業」および「洋紙事業」などを承継した。これに併せて王子製紙（4代）に社名変更した。
日本国内に5か所の工場を操業し、新聞用紙、印刷用紙、情報用紙（フォーム用紙・コピー用紙）の3品種を扱う。
中華人民共和国江蘇省に工場を持つ江蘇王子製紙などを傘下に置く。

## 主要拠点

### 本社
東京都中央区銀座4丁目7-5。

### 生産拠点

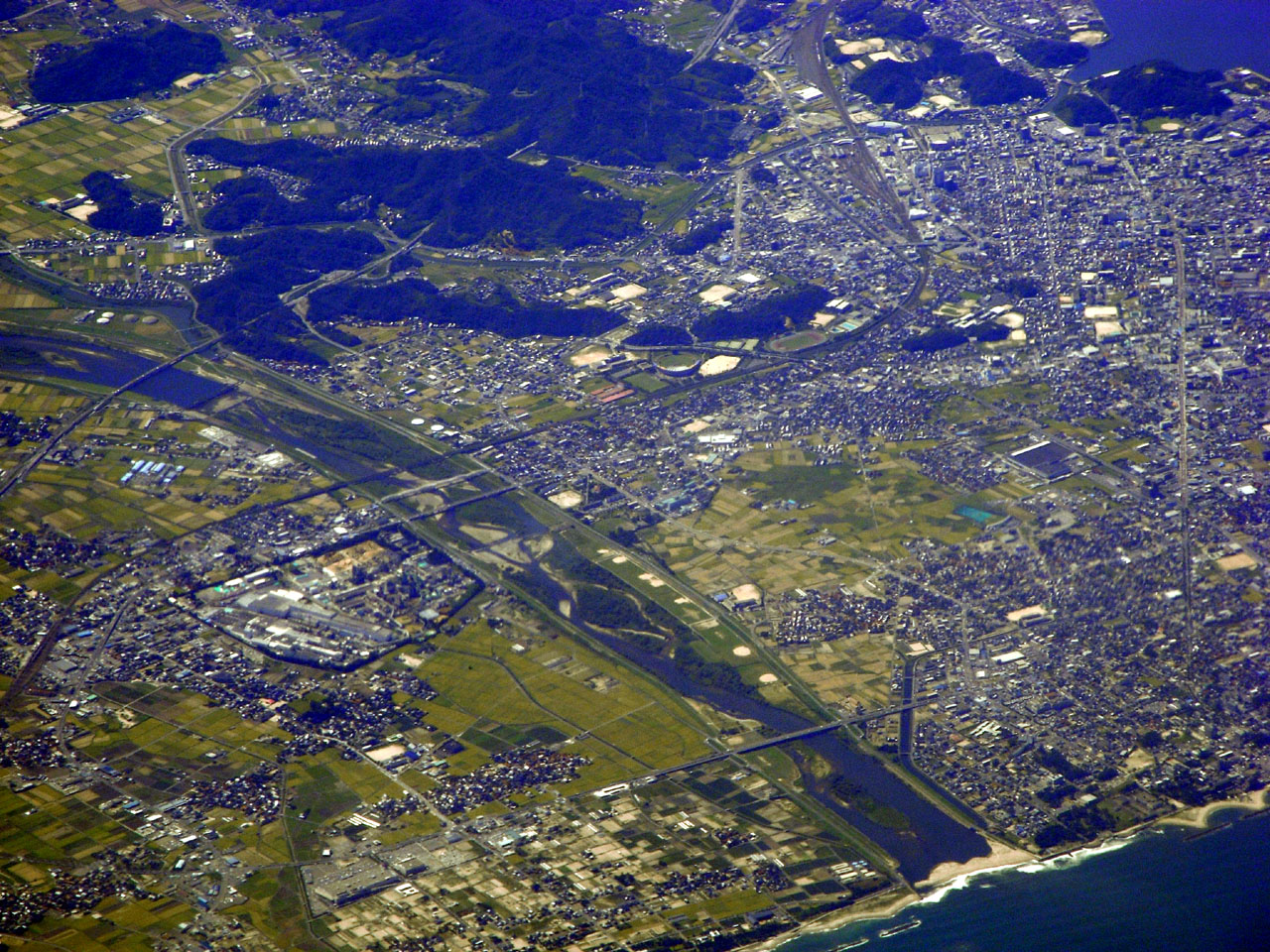
写真中央日野川右岸の大きな工場が王子製紙米子工場（2007年9月19日撮影）

苫小牧工場
所在地は北海道苫小牧市王子町2丁目1-1。
1910年（明治43年）9月、王子製紙（初代）により操業開始。同社にとって北海道進出の第一号であった。太平洋戦争後の占領下における財閥解体により、初代法人は1949年（昭和24年）8月に解体、苫小牧工場は苫小牧製紙（後の3代目王子製紙、現：王子ホールディングス）が承継した。
春日井工場
所在地は愛知県春日井市王子町1。苫小牧工場に続く王子製紙第2の拠点として1953年（昭和28年）6月に操業を開始した。
米子工場
所在地は鳥取県米子市吉岡373。日本パルプ工業の2番目の工場として1952年（昭和27年）11月に操業を開始。1979年（昭和54年）3月の合併により王子製紙の工場となった。
富岡工場
所在地は徳島県阿南市豊益町吉田1。神崎工場（兵庫県尼崎市、現：王子イメージングメディア神崎工場）に続く神崎製紙の2番目の工場として1959年（昭和34年）8月に操業を開始。1993年（平成5年）10月合併により王子製紙の工場となった。
日南工場
所在地は宮崎県日南市大字戸高1850。日本パルプ工業最初の工場として1938年（昭和13年）11月に操業を開始。米子工場と同様に1979年に王子製紙の工場となった。

## 水力発電事業
王子製紙は、初代法人時代の1910年（明治43年）に完成した苫小牧工場に電力を供給するため、石狩川水系と尻別川水系に多数の水力発電所を建設、工場操業の原動力とした。特に開発が進められたのが、支笏湖を水源とする千歳川であった。

### 千歳発電所

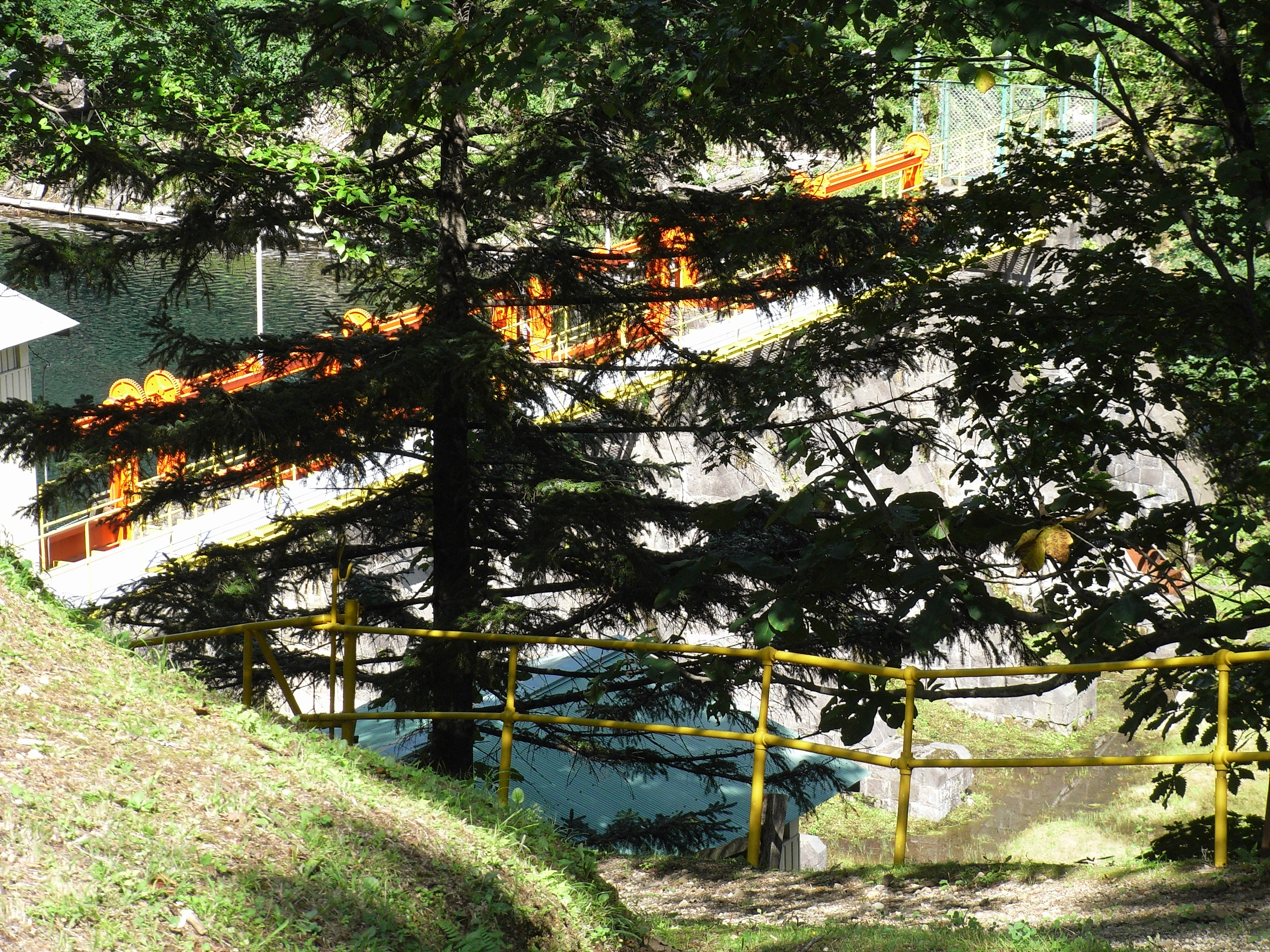
千歳発電所の取水施設である千歳第一堰堤。金網で厳重に囲まれており全容はなかなか見られない。

豊富な水量を有し、工場のある苫小牧に近いこともあって、当時長距離の送電技術が確立されていなかったこともあり千歳川への関心は高まった。折から、福澤桃介を始め民間による水力発電事業が盛んに全国で行われていたこともあり、明治末期より千歳川に水力発電所群を建設する計画が立てられた。
建設が行われたのは、千歳川が支笏湖より流れ出て、現在の千歳市中心部に出るまでの狭窄部。水明渓谷と呼ばれる一帯であった（千歳市水明郷）。当時この一帯は宮内省の御料地であったが、1905年（明治38年）に使用願申請を行い、これが受理された後に着工された。この地が選ばれた理由は、不凍湖である支笏湖の豊富な水量と千歳川の急流が水力発電に適し、また工場予定地から近距離であるので当時の技術でも送電が可能であったこと、さらに北海道炭礦鉄道が敷設されていたことで物資の運搬が可能であったためである。
発電所を含めた工場建設のための総工費は当時の額で約400万円という高額であり、王子製紙単独では拠出不可能であったことから、三井合名会社の資金援助を仰ぎ建設が始まった。まず1910年（明治43年）4月28日、支笏湖からの吐き口に「千歳第一堰堤（えんてい）」を設けて、そこから水路を通じて発電を行うこととした。これが「千歳第一発電所」であり、認可出力10,000キロワットは当時としては日本最大級の水力発電所であった。第一発電所はその後増設を1914年（大正3年）と1930年（昭和5年）、1969年（昭和44年）に実施し、現在では25,400キロワットを発電する。これ以降1916年（大正5年）から1941年（昭和16年）にかけて、千歳川に相次いで水力発電所が建設されるようになった。
- 千歳第二発電所：1916年3月運転開始。出力2,700キロワット（取水口・千歳第二堰堤）
- 千歳第三発電所：1918年（大正7年）5月10日運転開始。出力3,300キロワット（取水口・千歳第三ダム）
- 千歳第四発電所：1919年（大正8年）運転開始。出力3,600キロワット（取水口・千歳第四ダム）
- 千歳第五発電所：1941年（昭和16年）2月7日運転開始。出力1,600キロワット（取水口・千歳第五堰堤）

特に、1918年（大正7年）に完成した千歳第三発電所の取水口である千歳第三ダムは、北海道で初めて建設されたコンクリートダムであり、日本のダムの歴史に特筆されるものであった。また、千歳第一堰堤は日本では唯一となる重力式バットレスダムという型式である。現在では上流の千歳第一・第二堰堤、下流の千歳第四ダムと共に、土木学会による土木学会選奨土木遺産に発電所と一緒に指定される貴重な土木文化財でもある。千歳第一から第五までの発電所群を総称して、一般的には「千歳発電所」と呼ぶ。この後、羊蹄山を水源とする尻別川にも「尻別第一・第二発電所」が建設された。さらに1928年（昭和3年）には千歳川の支流である漁川に恵庭発電所（出力2,150キロワット）が完成し、王子製紙の主力工場である苫小牧工場の操業を支えた。
なお、千歳発電所から供給される電力は、北海道電力で供給される交流電源の周波数50Hzではなく、西日本の電力周波数と同じ60Hzである。これは1910年（明治43年）の千歳第一発電所建設当初、王子製紙が導入した発電機が60Hzだったことに由来する。また、この電力は王子製紙苫小牧工場内だけでなく、支笏湖畔の支笏湖温泉街一帯全てに供給されている。支笏湖温泉街では西日本と同じ60Hzに対応した電気機器が必要である。

### 事業の変遷
その後、王子製紙は水力発電事業も手掛けることになり、1926年には送電事業で提携していた札幌水力電気を買収、同年末に、北海水力電気を設立した。さらに、1928年（昭和3年）には雨竜川の電力開発に着手したことを機に、子会社として雨竜電力を設立。北海道帝国大学（現：北海道大学）の演習林を購入して雨竜発電所の建設に着手した。現在でも人造湖の広さ日本一である朱鞠内湖を形成する「雨竜第一ダム」である。こうして王子製紙は工場操業の原動力である水力発電開発に本格的に参入し、物資輸送のための森林鉄道・軌道を各所に敷設した。かつて深川市と名寄市を結んだ深名線はその一つでもある。
一方で、建設に着手したばかりの1939年（昭和14年）、戦時体制強化の一環として電力国家統制策が取られ、電力管理法が施行されたことにより雨竜電力は北海水力電気とともに半官半民のトラスト（事実上国営）である日本発送電に強制的に吸収され、解散を余儀無くされた。雨竜発電所と雨竜第一・第二ダムは1944年（昭和19年）に完成したものの、何れも日本発送電に接収されている。これにより王子製紙は雨竜川の電源開発から手を引き、終戦後も携わることは無かった（事業は1951年（昭和26年）の日本発送電分割により北海道電力が承継している）。ただし、千歳川の水力発電所群に関しては王子製紙が日本発送電に対し必死の折衝を行ったことで、例外的に接収を免れている。日本発送電の強制接収を免れたのは日本軽金属の水力発電所と王子製紙の千歳発電所のみであったと『王子製紙社史』には記されている。
戦後、王子製紙が分割され苫小牧製紙として再発足した後も、千歳発電所は基幹施設である苫小牧工場に電力を供給した。千歳発電所群は老朽化の進行に対処するため改築や修繕が行われ現在に至る。
現在では千歳川系統と呼ばれる千歳発電所群（千歳川に5か所、漁川に1か所）が苫小牧工場を支えている。民間企業がダムを含む水力発電施設を有している例は東日本旅客鉄道（JR東日本）や日本軽金属などごく少数に限られているが、王子製紙はその中でも古くから水力発電を自前で行う企業であり、特定規模電気事業者の指定を受けている数少ない民間企業でもある。千歳第一発電所の見学は可能であるが、重要な発電施設であり貴重な土木遺産でもあるその他のダム・発電所群は金網で厳重に管理されており、立入ることはできない。

## 企業スポーツ
春日井工場には社会人野球の王子硬式野球部がある。アジアリーグアイスホッケー所属のレッドイーグルス北海道は、苫小牧工場のアイスホッケー部を前身とする。2004年（平成16年）に硬式野球部は都市対抗野球で初優勝した。なお、かつては苫小牧硬式野球部と米子硬式野球部も存在したが、春日井に統合されている。苫小牧工場にはかつてスピードスケート部があり、下記の17人の冬季オリンピック代表選手を輩出した。1935年（昭和10年）に創部され2002年（平成14年）4月に廃部となった。
- 青木正則（1952年代表）
- 佐藤恒夫（1952年代表）
- 菅原和彦（1952年代表）
- 鈴木正樹（1968年、1972年、1976年代表）
- 大山三喜雄（1976年代表）
- 山本雅彦（1976年、1980年代表）
- 八重樫裕子（1980年代表）
- 篠原雅人（1984年代表）
- 宮部保範（1992年、1994年代表、銅メダル獲得）
- 帰山由美（1992年代表）
- 山本宏美（1994年代表、銅メダル獲得）
- 山本真弓（1994年代表）
- 小笠原みき（1994年代表）
- 山影博明（1998年代表）
- 堀井学（1998年代表）
- 野崎貴裕（1998年代表）
- 妹尾栄利子（2002年代表）